# Четири шанца из првог устанка на платоу села Кремна
Четири шанца из првог устанка на платоу села Кремна представљају споменик културе и проглашени су непокретним културним добром Републике Србије, под заштитом су Завода за заштиту споменика културе Краљево.

## Историја
У креманском засеоку Радуша, на планинском вису званом Шанац, се налазе остаци четири шанца из Првог српског устанка. Шанчеви су подигнути 1807. године како би се спречили упади из Босне. Заповедник је био Јован Митровић Демир, а према руским изворима у селу Кремна је 1811. било око хиљаду устаника под оружјем.
Велики шанац који се налази у центру четири устаничка утврђења је најпространији и са највећим опкопима, па се претпоставља да му је припадало средишње место у одбрани овог положаја. Овај шанац је више пута девастиран, најпре у току Другог светског рата од стране бугарске војске, а касније изградњом резервоара за воду, постављањем антене за ТВ сигнал и проширењем сеоског пута. Три мања шанца приближно су истих димензија, облика квадрата са страницама приближне дужине око 23 метара. Западно од великог шанца, некада на ивици сеоског гробља, је смештен шанац чији су грудобрани девастирани проширењем гробља у последњих неколико деценија. У добром стању су шанчеви на имањима породица Јанковић, северно и јужно од великог шанца и на њима сe јасно уочавају ровови, капије и бедеми.
У централни регистар су уписани 25. маја 2011. под бројем СК 2101, а у регистар Завода за заштиту споменика културе Краљево 27. септембра 2010. под бројем СК 253.